# Spio maciolekae
Spio maciolekae är en ringmaskart som beskrevs av Blake in Blake, Hilbig och Scott 1996. Spio maciolekae ingår i släktet Spio och familjen Spionidae. Inga underarter finns listade i Catalogue of Life.